# Kawanishi H3K
Kawanishi H3K (яп. 九〇式二号飛行艇, летающая лодка морская Тип 90-2) — летающая лодка Императорского флота Японии 1930-х годов. Производилась серийно.

## История создания
В 1929 году имеющиеся на вооружении Императорского флота Японии летающие лодки Hiro H1H и Hiro H2H не удовлетворяли его по дальности полета, грузоподъемности и защищенности, было разработано техническое задание на постройку тяжёлой летающей лодки. В конкурсе приняли участие фирмы Hiro и Kawanisih.
Фирмой Hiro был предложен проект предложила лодки-моноплана, которая получила название H3H. В самолёте было использовано много новинок, но машина оказалась недоработанной — моторы перегревались, самолёт имел плохую курсовую устойчивость, тяжело отрывался от водной поверхности.
Фирма Kawanishi заказала разработку проекта британской фирме Short Brothers, которая приняла за его за основу свою летающую лодку Short S. 8 Calcutta. Японцы приобрели 1 экземпляр самолёта и лицензию на производство. От английского прототипа японский самолёт отличался более мощным двигателем Rolls-Royce Buzzard (825 л. с., 955 л. с. при взлёте) и закрытой кабиной экипажа. После проведения испытаний самолёт был принят на вооружение под названием Летающая лодка морской Тип 90-2 (или H3K).

## Эксплуатация
Самолёты «Kawanishi H3K» несли патрульную службу по охране морских границ, иногда привлекались к выполнению транспортных задач.
8 января 1933 года один самолёт «H3K» потерпел крушение, командир самолёта и двое членов экипажа погибли. Самолёты находились на службе до конца 1936 года. Последняя летающая лодка была списана по износу в марте 1939 года.

## Конструкция
Лодка представляла собой биплан, с металлическим силовым набором крыльев и фюзеляжа. Корпус был обшит дюралем, крылья были металлические, только элероны и хвостовое оперение были обшиты полотном. Двигатели крепились на межкрыльевых стойках. Вооружение состояло из восьми 7,7-мм пулеметов («спаренная установка в носовой части, две спаренные установки над фюзеляжем и спаренная хвостовая установка»). Самолёт мог нести до 1000 кг бомб («2х500 кг или 4х250 кг»).

## ТТХ

### Технические характеристики
- Экипаж: 6-9
- Длина: 22,55 м
- Размах крыла: 31,05 м
- Высота: 8,77 м
- Площадь крыла: 214,00 м²
- Профиль крыла:
- Масса пустого: 10 030 кг
- Масса снаряженного:
- Нормальная взлетная масса:15 000 кг
- Двигатель Rolls-Royce Buzzard
- Мощность: 3 x 850 л. с.[2]

### Лётные характеристики
- Максимальная скорость: 255 км/ч
  - у земли:
  - на высоте м:
- Крейсерская скорость: 169 км/ч
- Продолжительность полёта: 9 ч.
- Практический потолок: 4 040 м
- Скороподъёмность: 153 м/мин
- Нагрузка на крыло: кг/м²[2]

### Вооружение
- Пушечно-пулемётное:
  - 8 х 7.7-мм пулеметов
- Бомбовая нагрузка: 1000 кг бомб («2х500 кг или 4х250 кг»)[2]